# Mycteroperca prionura
Mycteroperca prionura är en fiskart som beskrevs av Richard H. Rosenblatt och Zahuranec, 1967. Mycteroperca prionura ingår i släktet Mycteroperca och familjen havsabborrfiskar. IUCN kategoriserar arten globalt som nära hotad. Inga underarter finns listade i Catalogue of Life.